# Chlosyne adjustrix
Chlosyne adjustrix är en fjärilsart som beskrevs av Samuel Hubbard Scudder 1875. Chlosyne adjustrix ingår i släktet Chlosyne och familjen praktfjärilar. Inga underarter finns listade i Catalogue of Life.